# Sikorski S-16
Sikorski S-16 – rosyjski samolot myśliwski z okresu I wojny światowej, zaprojektowany i zbudowany w wytwórni Russko-Bałtijskim Wagonnym Zawodzie w Petersburgu. Samoloty używane były przez lotnictwo rosyjskie na froncie zachodnim do rewolucji w 1917 roku, a następnie także przez lotnictwo Armii Czerwonej do 1923 roku.

## Historia
Samolot Sikorski S-16 (zwany także RBWZ S-16), oblatany w styczniu 1915 roku, był konstrukcją Rosjanina Igora Sikorskiego, a zbudowany został w Russko-Bałtijskim Wagonnym Zawodzie w Petersburgu, gdzie Sikorski pełnił funkcję głównego inżyniera. Samolot miał pełnić funkcję eskortową, osłaniając ciężkie bombowce Ilja Muromiec, także konstrukcji Igora Sikorskiego.
Powstało pięć wersji tej maszyny, różniących się napędem (stosowano co najmniej trzy typy silników), uzbrojeniem (pięć typów karabinów maszynowych) i wyposażeniem. Użytkowany był nie tylko z podwoziem kołowym, ale także na nartach i pływakach. Z powodu małej mocy silnika i niskiej prędkości samolot nie nadawał się do celów eskortowych (nie zanotowano żadnego zestrzelenia przez ten typ samolotu) i częściej realizował zadania rozpoznawcze. Na takie misje możliwe było zabranie do kabiny obserwatora, choć nie miał on nawet fotela ani pasów bezpieczeństwa. Wyprodukowano 34 egzemplarze tego modelu.

## Konstrukcja

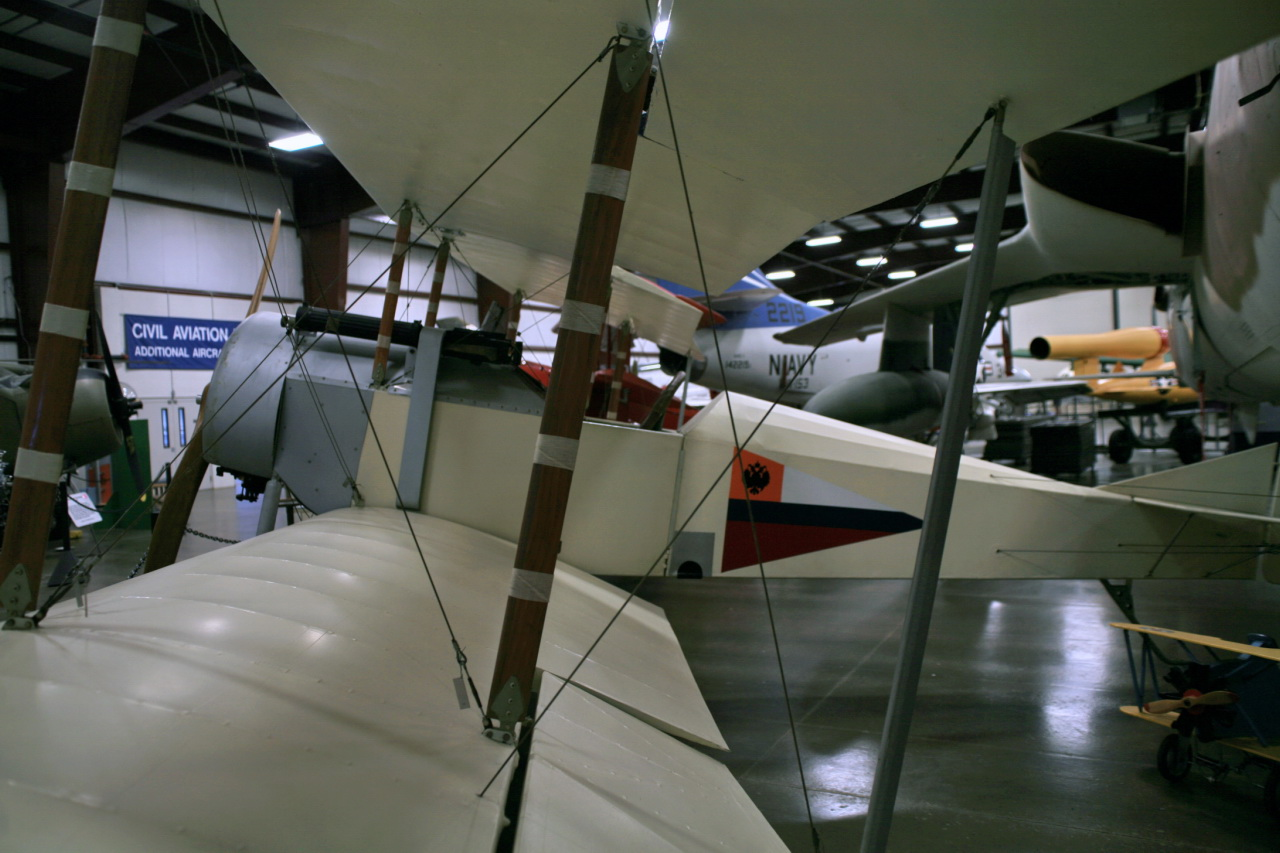
Replika Sikorski S-16 w New England Air Museum w USA

Był to jednomiejscowy dwupłat o konstrukcji całkowicie drewnianej. Kadłub o przekroju prostokątnym, kratownicowy, wykrzyżowany drutem stalowym, pokryty płótnem sznurowanym na krawędziach, z wyjątkiem przedniej części krytej blachą. Długość samolotu wynosiła 7 metrów, a jego wysokość 3,5 metra. Płaty proste, dwudźwigarowe, konstrukcji drewnianej, z lekkim wzniosem, o jednakowej cięciwie i płóciennym pokryciu. Rozpiętość płata górnego wynosiła 8,8 metra, a dolnego 7,9 metra; powierzchnia nośna wynosiła 25,3 m². Płat górny dwuczęściowy, bez baldachimu, lotki tylko na płacie górnym. Komora płatów jednoprzęsłowa, podparta parą metalowych wsporników z drewnianym oprofilowaniem. Usterzenie drewniane, kryte płótnem; statecznik poziomy podtrzymywany był ukośnymi wspornikami metalowymi. Samolot miał wysokie, dwugoleniowe podwozie z rur stalowych, z dwiema parami kół, z tylną płozą ogonową (koła i płoza amortyzowane sznurem gumowym). Masa własna wynosiła 407 kg, zaś masa całkowita (startowa) 676 kg.
Napęd stanowiły różne 7-cylindrowe silniki rotacyjne dostępne wówczas w Rosji: Gnôme, Gnôme Monosoupape i Kalep (rosyjska wersja silnika Gnôme) o mocy 44–58 kW (60–80 KM). Śmigło dwułopatowe, drewniane. Prędkość maksymalna wynosiła 125 km/h. Paliwo w ilości 90 dm³ mieściło się w dwóch zbiornikach: w przodzie kadłuba za silnikiem i pod fotelem lotnika, przemieszczane przez pilota za pomocą ręcznej pompy umieszczonej z lewej strony fotela. Pułap wynosił około 3500 metrów, a długotrwałość lotu około 2 godzin. Sterowanie maszyną odbywało się poprzez wolant w kształcie kierownicy samochodowej (nie było drążka sterowego). W kabinie umieszczono też podstawowe przyrządy pokładowe: busolę, obrotomierz i paliwomierz.
Uzbrojenie stanowił jeden karabin maszynowy typu Vickers, Madsen, Maxim, Colt lub Lewis, początkowo bez synchronizatora (montowany na górnym skrzydle), później z synchronizatorem konstrukcji G.I. Ławrowa (montowany po lewej lub prawej stronie kabiny pilota).

## Służba
Samoloty Sikorski S-16 były używane przez lotnictwo rosyjskie na froncie zachodnim do rewolucji w 1917 roku, a później także przez lotnictwo Armii Czerwonej do 1923 roku. Na tej maszynie latał m.in. jeden z asów carskiego lotnictwa Jurij W. Gilscher.